# Toninho Cerezo
Toninho Cerezo, valódi nevéne Antônio Carlos Cerezo (Belo Horizonte, 1955. április 21. –) spanyol származású brazil labdarúgó-középpályás, edző. Négy gyermeke van, köztük a transznemű modell Lea T.